# Comuna de Bełżec
Bełżec (polaco: Gmina Bełżec) é uma gminy (comuna) na Polónia, na voivodia de Lublin e no condado de Tomaszowski. A sede do condado é a cidade de Bełżec.
De acordo com os censos de 2007, a comuna tem 3477 habitantes, com uma densidade 104 hab/km².

## Área
Estende-se por uma área de 33,52 km², incluindo:
- área agrícola: 56%
- área florestal: 34%

## Demografia
Dados de 30 de Junho 2004:
|                      | Total   | Total | Mulheres | Mulheres | Homens  | Homens |
| -------------------- | ------- | ----- | -------- | -------- | ------- | ------ |
|                      | pessoas | %     | pessoas  | %        | pessoas | %      |
| População            | 2990    | 100   | 1471     | 49,2     | 1519    | 50,8   |
| Densidade (pop./km²) | 104,3   | 100   | 51,3     | 51,3     | 53      | 53     |

De acordo com dados de 2002, o rendimento médio per capita ascendia a 1300,58 zł.

## Comunas vizinhas
- Lubycza Królewska, Narol, Tomaszów Lubelski